# 킴 딜레이니
킴 딜레이니(영어: Kim Delaney, 1961년 11월 29일 ~ )는 미국의 배우이다.

## 출연 작품
- 갓 블레스 더 브로큰 로드 (2018)
- 파인딩 어 패밀리 (2011)
- 대지진 10.5 (2004)
- 대지진 10.5 2 (2006)
- 다크 타겟 (2001)
- 미션 투 마스 (2000)
- 마녀 (1995)
- 메탈비스트 (1995)
- 위장 살인 (1995)
- 시리얼 킬러 (1995, Serial Killer)
- 다크맨 2 (1995, Darkman II: The Return of Durant)
- 집행자 (1994, The Force)
- 크리스티나의 실종 (1993)
- 아담의 영혼 (1992)
- 음모의 퍼즐 (1992)
- 분리 인간 (1991)
- 행화이어 (1991)
- 캠퍼스 맨 (1987)
- 크리스마스 컴스 투 윌로우 크릭 (1987)
- 머나먼 정글 (1987)
- 델타 포스 (1986)
- 마지막 데이트 (1985)
- 첫사랑 (1983)

### 텔레비전
- 올 마이 칠드런 (1981-84)
- L.A. 로 (1987)
- 뉴욕경찰 24시 (1995-2003)
- 로앤오더: 성범죄 전담반 (1999)
- CSI: 마이애미 (2002)
- The O.C. (2003)
- 나이트메어 앤 드림스케이프 (2006)
- 아미 와이브즈 (2007-12)